# Shaun Phillips
Shaun Jamal Phillips (Filadelfia, 13 maggio 1981) è un giocatore di football americano statunitense che gioca nel ruolo di cornerback per i Tennessee Titans della National Football League (NFL). Fu scelto nel corso del quarto giro (98º assoluto) del Draft NFL 2004 dai San Diego Chargers. Al college ha giocato a football alla Purdue University.

## Carriera

### San Diego Chargers
Phillips fu scelto nel corso del quarto giro del Draft 2004 dai San Diego Chargers e nella sua stagione da rookie si classificò al secondo posto della squadra con 4 sack.  La stagione successiva salì a sette sack giocando accanto a Shawne Merriman.
Nel settembre 2006, Phillips fu spostato nel ruolo di outside linebacker destro, avendo un immediato impatto a classificandosi al nono posto della lega con 11,5 sack nella sua prima stagione da titolare, malgrado l'aver perso due gare a metà stagione per infortunio. Quell'anno lui e Merriman produssero 28 sack e formarono una delle migliori coppie di pass rusher della NFL. A fine anno firmò un nuovo contratto di sei anni coi Chargers. Nel 2009, Phillips guidà la lega con 7 fumble forzati, mentre San Diego vinse il suo quarto titolo di division consecutivo. L'anno successivo guidò la squadra con 11 sack venendo convocato per il primo Pro Bowl in carriera. Nel 2011 invece, tormentato dagli infortuni, produsse un minimo in carriera di 3,5 sack mentre nel 2012, la sua ultima stagione a San Diego, tornò a quota 9,5.

### Denver Broncos
Il 27 aprile 2013, Phillips firmò con i Denver Broncos. Nella sua prima gara con la nuova maglia mise a segno 2,5 sack su Joe Flacco dei Baltimore Ravens. La sua stagione regolare terminò con 10 sack. Partì come titolare nel Super Bowl XLVIII contro i Seattle Seahawks ma i Broncos furono battuti in maniera nettissima per 43-8.

### Tennessee Titans
Il 28 marzo 2014, Phillips firmò un contratto biennale del valore di 6 milioni di dollari con i Tennessee Titans.

## Palmarès

### Franchigia
- American Football Conference Championship: 1

Denver Broncos: 2013

### Individuale
- Convocazioni al Pro Bowl: 1

2010
- Leader della NFL in fumble forzati: 1

2009

## Statistiche
| Partite totali      | 152  |
| Partite da titolare | 120  |
| Tackle              | 508  |
| Sack                | 79,5 |
| Intercetti          | 7    |
| Fumble forzati      | 22   |

Statistiche aggiornate alla stagione 2013